# 富邦集團
富邦集團是臺灣一個以金融為核心的企業集團，與國泰集團系出同源，創始人蔡萬才原掌管國泰集團旗下的國泰產物保險。1992年，蔡萬才與國泰集團分家，國泰產物保險更名為富邦產物保險，成為富邦集團的核心企業。之後以富邦產物保險為中心，開創銀行、人壽保險、證券等一連串金融事業，並於2001年成立富邦金控。之後在2003年接掌台灣大哥大，跨入通訊產業之經營。現今其業務範圍包括金融、通訊、媒體、建設、育樂、公益等領域。

## 關係旗下組織單位企業
金融服務事業
- 富邦金融控股股份有限公司（臺證所：2881）
  - 台北富邦商業銀行股份有限公司
    - 富邦華一銀行有限公司
    - 北富銀創投

  - 富邦銀行（香港）有限公司
    - 富銀證券（香港）
    - 富邦財務（香港）
    - FubonNominees(HongKong)

  - 富邦產物保險股份有限公司
    - 富邦納閩再保
    - 富邦保經（菲律賓）
    - 越南富邦產險
    - 富邦財險

  - 富邦人壽保險股份有限公司
    - 越南富邦人壽
    - 富邦現代人壽
    - 富邦人壽 (香港)
    - 根西島卡特連
    - BowBellsHouse(Jersey)
    - 富邦杜莎大樓澤西島
    - 富邦伊利斯（比利時）
    - 富邦歐元塔（盧森堡）
    - 富邦能源
      - 利通管顧

  - 富邦綜合證券股份有限公司
    - 富邦證券（香港）
    - 日盛嘉富證券
      - 日盛嘉富資本

    - 富邦期貨
    - 富邦投顧
    - 富邦證創投
    - 富邦閩投創投

  - 富邦投信
    - 富邦基金(香港)
    - 富邦私募股權
      - 富邦數位音樂資產管理
        - FubonDigitalMusicGP

  - 富邦金控創業投資股份有限公司
    - 富邦育樂
    - 富邦運動場館

  - 富邦綜合保代
    - 富邦保險顧問

  - 富邦資產管理股份有限公司

通訊媒體事業
- 台灣大哥大股份有限公司（臺證所：3045）
- 台灣固網股份有限公司
- 富邦媒體科技股份有限公司（臺證所：8454）
  - MOMO購物網
- 優視傳播股份有限公司
  - MOMO親子台
- 凱擘股份有限公司

營造建築事業
- 富邦建設股份有限公司
- 富邦建築經理公司
- 富本營造股份有限公司
- 富邦公寓大廈管理維護股份有限公司
- 富邦旅館管理顧問股份有限公司

育樂文化事業
- 富邦育樂股份有限公司
  - 富邦悍將棒球隊
  - 臺北富邦勇士籃球隊
  - Fubon Angels
- 凱擘影藝股份有限公司
  - 凱擘影城

公益服務事業
- 富邦慈善基金會
- 富邦文教基金會
  - 媽媽監督核電廠聯盟
- 富邦青少年發聲網
- 富邦藝術基金會
- 台北富邦銀行慈善基金會